# Юстова, Елизавета Николаевна
Елизавета Николаевна Юстова (29 октября 1910, Варшава — 15 февраля 2008, Шапки, Ленинградская обл.) — советский и российский учёный, крупный специалист в области колориметрии, доктор технических наук, почётный член Метрологической академии.

## Биография
Родилась 29 октября 1910 в Варшаве, в семье русского профессора ветеринарного института.
Е. Н. Юстова является автором фундаментального исследования и определения основной физиологической системы RGB зрительных приёмников глаза и характеристик их спектральной чувствительности. Разработала новые оригинальные таблицы для обнаружения дефектов цветового зрения, комплекс метрологических средств для организации службы цвета в стране, образцовое колориметрическое оборудование. Автор отечественного Атласа цветов из 1000 стандартных образцов цвета (АП-100), который был утверждён в качестве единой меры цвета СССР и стран — членов СЭВ.
Автор более 90 печатных работ, ветеран Великой Отечественной войны. За первое внедрённое изобретение вручен знак «Изобретатель СССР», награждена Золотой медалью ВДНХ.